# 名古屋臨海鐵道
名古屋临海铁道株式会社（日语：／ Nagoyarinkai Tetsudō */?）是在愛知縣名古屋港东部經營貨運鐵路的鐵路公司，另有有停车场和仓储业务。是由日本货运铁路、名古屋港管理組合、日本通运等出资，以貨物運輸為目的的第三部門鐵路營運商。

## 历史

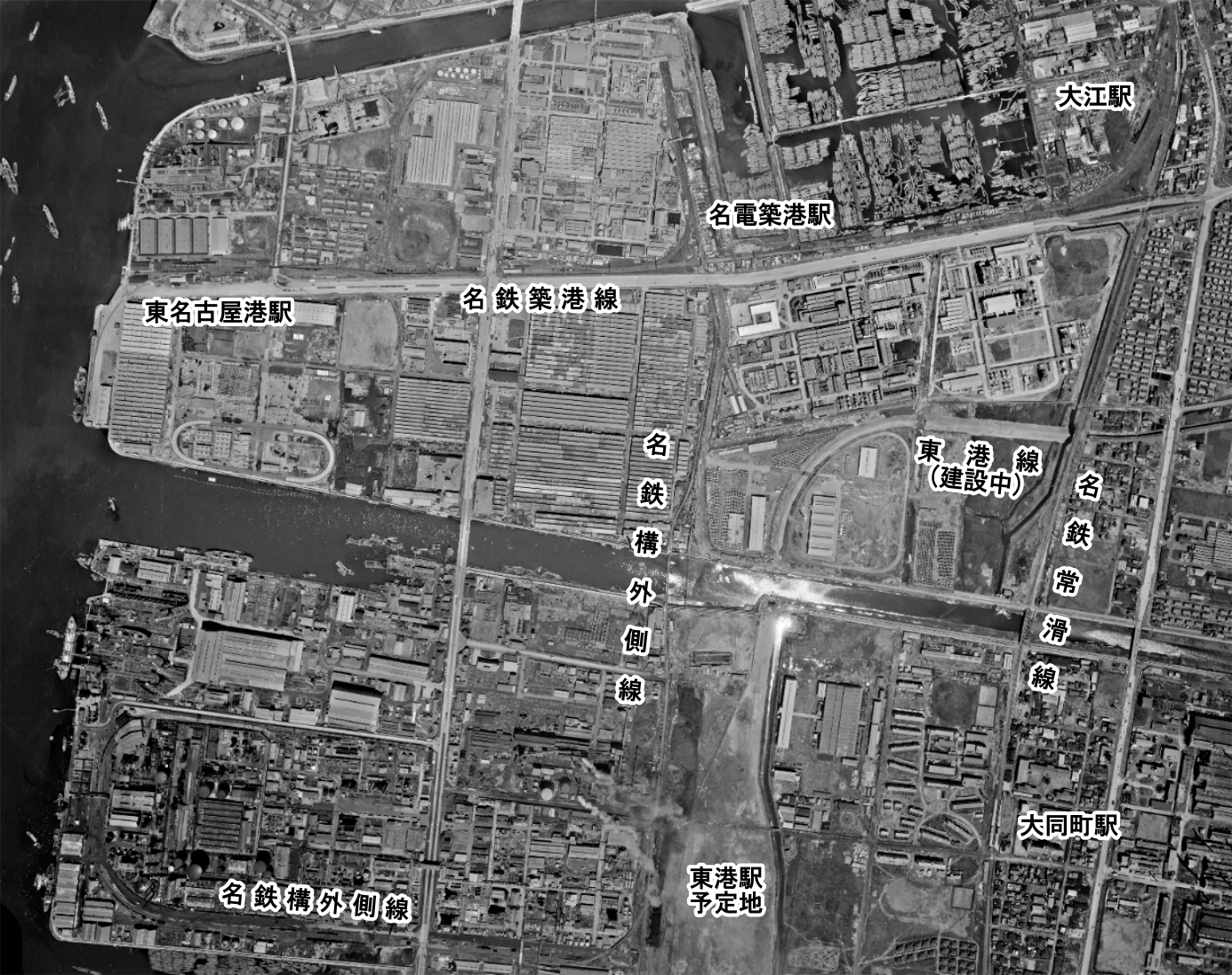
正在建设的东港线和既有的側线（后来的昭和町线和东築线），1963 年。
出处：国土交通省“全国陆地图像信息（彩色航拍照片）”发行方：地理调查所地图/航拍照片查看服务。

1960年代以前名古屋鐵道常滑線、築港線，和與築港线相連的港口側線一直负责名古屋港東側地区的铁路货运。早在1930年代因為工业化和港口發展, 新的货运线路建设已成为必需。1935年名古屋商会向铁道省名古屋铁道局提交了请愿书，希望建設连接名古屋港東側填海地的临港铁道。铁道省对这个计划也表示有興趣，从1938年开始建设工作，但由于与当地住民反对高架线的建设，以及隨後二戰導致材料短缺，1943年12月，铁道省要求爱知县取消建设 。
战后，港区的填海造地和進駐企業越来越多。名古屋港東側地区经常滑線、築港線的货运量急剧增加，1958年约106万吨，1962年约178万吨，1965年约350万吨。此外，1954 年东海制铁（现日本製鐵名古屋製鐵所）决定進駐名古屋港東側南方的新填海地，因此有必要将货运线向南延伸。 然而由於1950年代常滑線客運量大幅增加，名鐵希望分離貨物運送。日本國鐵、名铁、名古屋港管理組合三方反复商议，在1960年的会议上決定，國鐵建設笠寺站 - 東港站的新線路，承接大部分貨物運輸，名铁建设大江站 - 东港站的新線路作為車輛運輸路線。
最初计划由日本国铁自行建设，但由于日本国有铁道法的修改，國鐵必須与当地公私机构共同建立「臨海鐵道公司」來營運港口路線。因此日本国铁名古屋铁道局参考京叶临海铁道的先例，设立新公司 。另外原本屬於名铁營運的築港線側线也被纳入臨海鐵道，由於预计会减少營業收入，名铁最初不贊同这一提议，但经过多次会议，解决了名铁补偿问题，最终获得批准 。此外，受托从事貨物装卸业务的日本通运也被要求出资 。
最終于1965年1月23日成立了名古屋临海铁路。8月20日東港線・昭和町線・汐見町線・東築線開通，其中東港線為新建路線，其餘路線為名鐵側線改造，東築線為計劃中的大江線的暫時代替路線。之後南港線分兩段於1968、1969年通車，東築線則因為大江線放棄建設，於1982年升格為獨立路線。2015年由於貨運量減少昭和町線、汐見町線、南港線名古屋南貨物 - 知多區間休止。

## 路线

路线图

拥有5条线路，總長20.5公里的。全部為第一種鐵道事業、货运線路 。
新建路線
- 东光线：笠寺站 - 東港站（3.8km）
- 南港线：東港站 - 名古屋南貨物 - 知多（11.3km）

側线转移
- 昭町线：東港站 -昭和町站 (1.1km)
- 潮见町线：東港站 -船見町站 - 汐見町站 (3.0km)
- 东竹线：東港站 - 名電築港站 (1.3km)

其中，实际使用的只有东港线、南港线（东港站和名古屋南货物站區间）和东築线，其他线路自2015年起已关闭。

## 事业
目前名古屋臨海鐵道事业包括將西浓铁道從大垣市採出的石灰石運送至日本製鐵名古屋製鐵所；輸送三洋化成工業的化學製品；名铁和名古屋市營地下鐵新车引进、日本鐵路舊車輛出口輸送。此外从2006年11月15日起，新开通了货运列车“ TOYOTA LONGPASS EXPRESS ”，将丰田汽车的零部件从名古屋运送到盛岡貨物總站。

### 受託业务
名古屋臨海鐵道接受日本貨物鐵道委托在名古屋貨物總站等名古屋附近車站進行调车、車輛檢修業務。

## 车辆

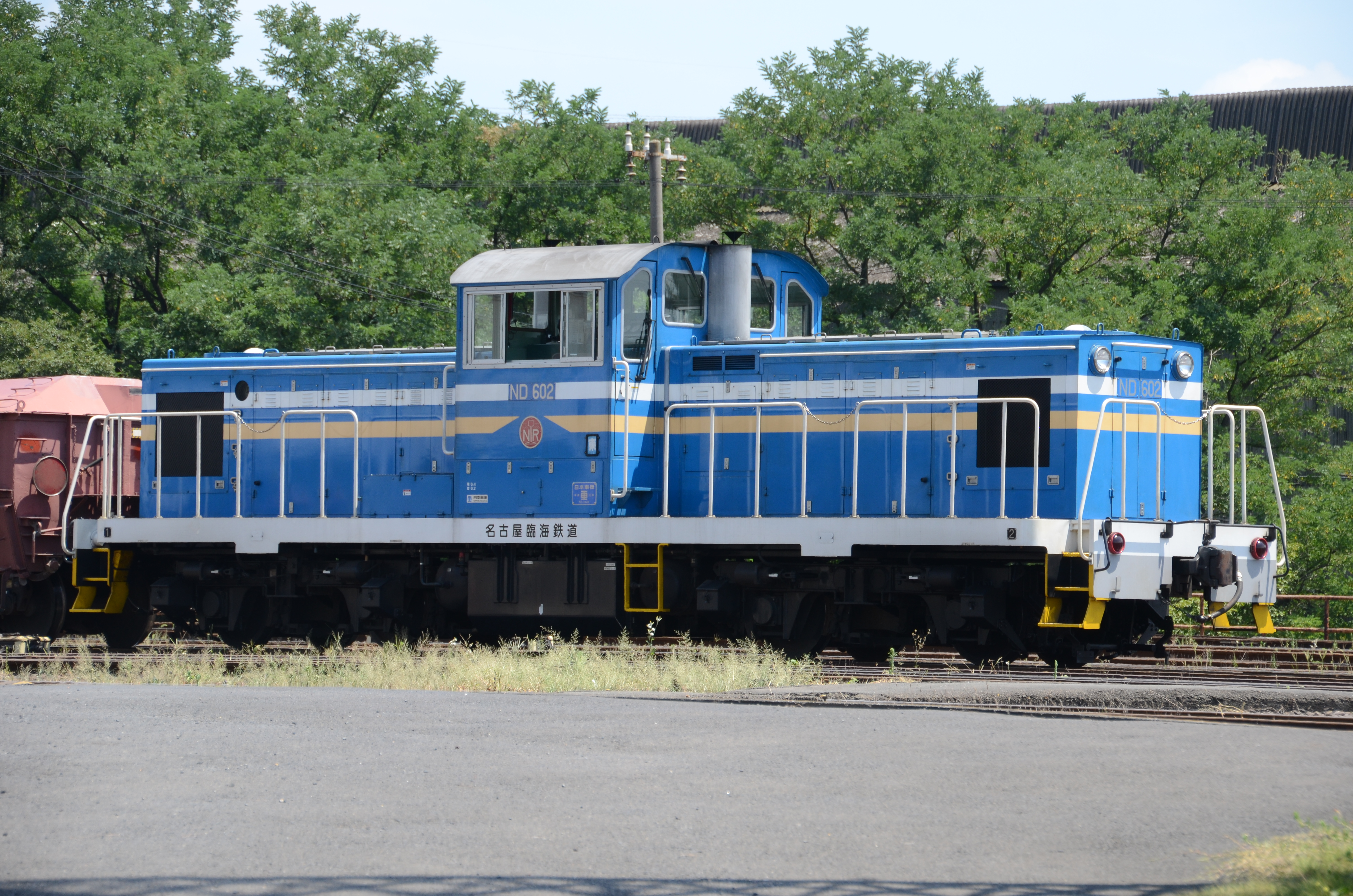
ND60型2號機

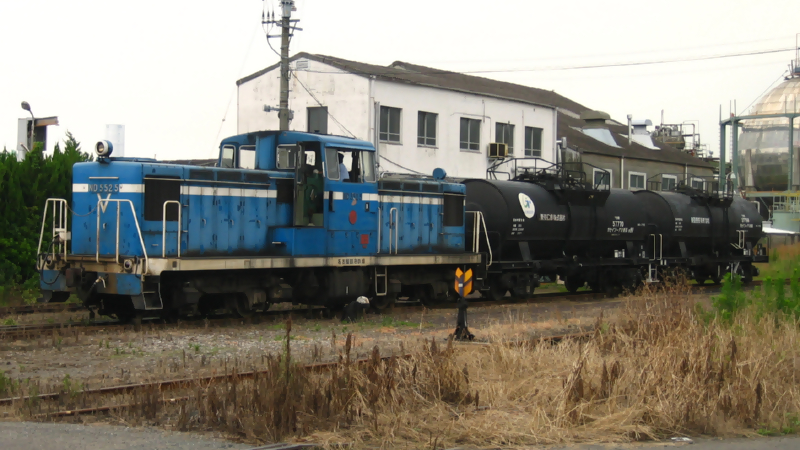
ND552型5號機

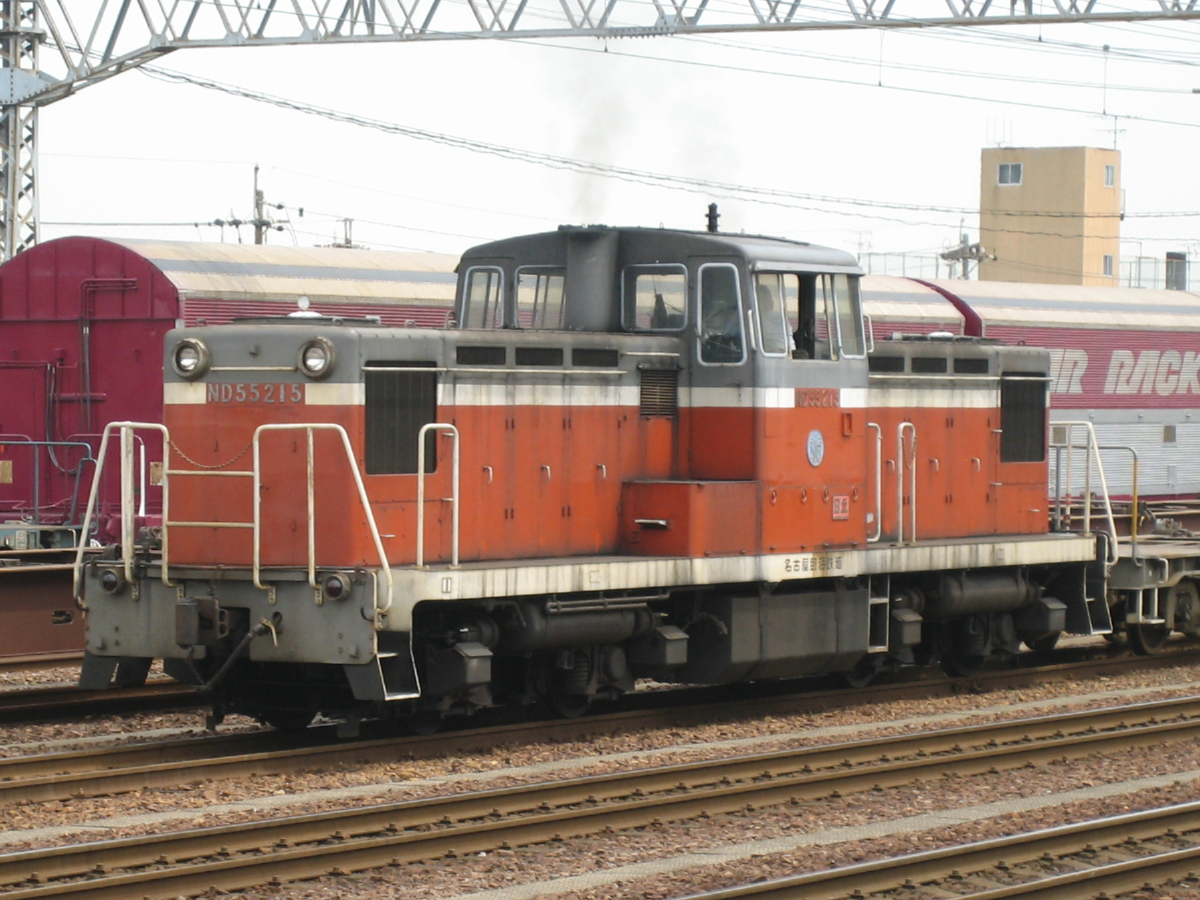
ND552型15號機

### 现有车辆
截至2013年4月，名古屋臨海鐵道共有内燃机车10台，8台ND60和8台ND552，1辆篷車。 
ND60型（ND60 1、2）
60吨的内燃机车，1號機于2008年3月交付，2號機于2010年5月交付，制造商是日本車輛製造。
ND552型
自行訂購 (ND552 1~3、5~10)
以國鐵DD13型為原型。於从1965~1974 年订购，轉向架和车头灯等细节与DD13型不同。共9辆，1995年、2003年、2008年、2012年各报废1辆，剩余5辆，編號為3、7~10)。制造商是日本車輛製造和汽車製造。
國鐵轉讓（ND552 11~13、15~19）
ND552型11~13、15~19號機是1980年代从国铁接手的DD13型，並进行了翻新，共8輛。 1986年报废1辆， 2000年之后报废4辆，剩下3辆（13、15、16號機）。
Wa1型
棚车，作為救援车辆，于1966年从三岐鐵道接受。

### 過去的车辆
ND551型（ND551 1）
自重55吨，1965年8月，名古屋臨海鐵道开通，ND551型便引入進行货物列车牵引和调车工作。 以國鐵DD93型為原型 ，于1960年由日本車輛制造 ，经日本国铁试用后，更换发动机轉予名古屋臨海鐵道。1972年6月报废汽车 。
NB25型（NB25 1）
日本車輛制造的25吨机车。 1965年8月，名古屋臨海鐵道开通时引入，用于在东港站和昭和町站进行调车工作。 由于制动力不足，于1966年5月除役，送返日本車輛制造厂 。
ND35型（ND35 1~3、11）
它是日本車輛制造的35吨机车。1號機是NB25型的替代品，于1966年4月制造。随后2、3號機于1970年12月、1972年4月制造。 1号和3号机于1975年4月出售给名古屋临海通運 ，用于在知多站进行调车 。11号机于1969年6月制造。為日本通运所有，用于在潮见町站调车。四辆ND35型機车都在1997年4月报废 。
DB9型、DB45型、DB50型、DB80型、DC60型
1957~1964年加藤制作所和日本輸送機制造的机车。 原名古屋铁道所有，从事潮见町側線的調車工作，臨海铁道开通後，機車归日本通运所有。從事潮见町線的調車工作， 1970~1994年間陸續报废 。

### 網站
1. 1 2 3 4   (PDF). 名古屋臨海鉄道株式会社. 2019-03-31  [20220-07-07]. （原始内容存档 (PDF)于2022-05-18）.
2. ↑  国土交通省鉄道局（監） 『鉄道要覧 平成30年度』鉄道図書刊行会、2018年。ISBN 9784885481314。
3. ↑  名古屋臨海鉄道（編） 『十五年のあゆみ』名古屋臨海鉄道、1981年。
4. 1 2  . www.meirintetu.co.jp.   [2022-07-02]. （原始内容存档于2022-05-18） （日语）.
5. 1 2  . www.hotetu.net.   [2022-07-04]. （原始内容存档于2021-06-21） （日语）.
6. ↑  . www.hotetu.net.   [2022-07-04]. （原始内容存档于2020-09-20） （日语）.
7. ↑  . www.hotetu.net.   [2022-07-06]. （原始内容存档于2021-02-11） （日语）.
8. 1 2 3  . www.meirintetu.co.jp.   [2022-07-07]. （原始内容存档于2022-05-18） （日语）.

### 書籍
- 名古屋臨海鉄道（編）. . 名古屋臨海鉄道. 1969.
- 名古屋臨海鉄道（編）. . 名古屋臨海鉄道. 1981.
- 名古屋臨海鉄道（編）. . 名古屋臨海鉄道. 1990.
- 岩堀春夫. . ないねん出版. 2003. ISBN 4931374417.

## 外部連結
- 名古屋臨海鉄道株式会社 （页面存档备份，存于）（日語）